# Dusona stricklandi
Dusona stricklandi är en stekelart som först beskrevs av Henry Lorenz Viereck 1925.  Dusona stricklandi ingår i släktet Dusona och familjen brokparasitsteklar. Inga underarter finns listade i Catalogue of Life.